# Río Saposoa
Der Río Saposoa, im Oberlauf Río Porotongo, ist ein etwa 190 km langer linker Nebenfluss des Río Huallaga in der Provinz Huallaga in der Region San Martín im zentralen Norden Perus. 

## Flusslauf
Das Quellgebiet des Río Saposoa liegt in den südlichen Ausläufern der Cordillera Pishcohuanuna im äußersten Nordwesten der Provinz Huallaga auf einer Höhe von 2900 m. Der Río Saposoa fließt anfangs etwa 60 km in überwiegend südöstlicher Richtung. Anschließend wendet er sich allmählich in Richtung Südsüdost. Dabei wird das Flusstal von einem parallel verlaufenden Höhenkamm flankiert. Auf den unteren 100 Kilometern verbreitert sich das Flusstal zu einer Beckenlandschaft. Der Río Saposoa weist auf diesem Flussabschnitt ein stark mäandrierendes Verhalten auf. Der Fluss passiert auf seiner Strecke die Orte Las Palmeras, Nueva Vida, Pasarraya, Yacusisa, San Regis, Shima, Piscoyacu und El Eslabón. Bei Flusskilometer 50 liegt die Provinzhauptstadt Saposoa am linken Flussufer. Knapp 16 km oberhalb der Mündung trifft der Río Sacanche von Westen kommend auf den Río Saposoa. Dieser mündet schließlich bei Tingo de Saposoa, 5 km südwestlich der Stadt Bellavista, in den Río Huallaga.

## Einzugsgebiet
Das Einzugsgebiet des Río Saposoa liegt vollständig in der Provinz Huallaga und umfasst mit einer Fläche von 1929 km² 81 Prozent der Provinz. Im Westen grenzt das Einzugsgebiet des Río Saposoa an das des Río Huayabamba, im Norden an das des Río Mayo sowie im Nordosten und im Osten an das des Río Sisa.